# I Want You Back (песня NSYNC)
«I Want You Back» (с англ. — «Я хочу, чтобы ты вернулась») ― дебютный сингл американской группы NSYNC. Он был выпущен 4 октября 1996 года в Германии и 20 января 1998 года в Великобритании и США в качестве первого сингла с их одноименного дебютного альбома.

## История
Песня была написана и спродюсирована Максом Мартином и его тогдашним наставником Деннизом Попом. Группа прибыла в Стокгольм для записи песни в 1996 году. Джоуи Фатон обсуждал процесс записи в ретроспективном интервью Billboard:
Я помню, как мы записывали песню просто находясь в студии и я думал: „Какого черта мы делаем?” В смысле: „Мне нравится эта песня, она действительно хороша, но понравится ли она другим людям?” В каком-то смысле она была устаревшей. Затем когда песня становится популярной, ты можешь оценить и сказать: Это здорово!

## Коммерческий успех
Песня вошла в 10-ку лучших в нескольких странах, включая Германию, Швейцарию, Новую Зеландию и Канаду. Песня также заняла 1-е место в Нидерландах. Она достигла 13-го места в Billboard Hot 100. Она стала золотой в США, Германии и Австралии.

## Видеоклип
Были выпущены две версии музыкального видео: одна для оригинального выпуска сингла, а другая была использована для глобального переиздания.
Первое видео было снято в Стокгольме, Швеция, 15-16 августа 1996 года Аланом Кальзатти. Оно было выпущено вместе с оригинальным немецким релизом песни в октябре 1996 года. В нем изображена группа на космической станции, вокруг которой разыгрывается множество высокотехнологичных эффектов. Видео было снято на зеленом экране, когда каждый из участников шел по беговым дорожкам. Группа пытается связаться с девушкой через компьютер, чтобы привести ее на корабль, в то время как они танцуют на протяжении всего видео. По состоянию на октябрь 2021 года официальная немецкая версия музыкального клипа имеет более 57 миллионов просмотров на YouTube.
Второе видео сопровождало британский и американский релиз сингла в 1998 году и было снято режиссерами Джесси Воаном и Дугласом Биро в США. Видео было частично снято в черно-белом цвете. В нем группа выступала на складе, играла в бильярд, каталась на гидроциклах и ездила по окрестностям с девушкой в кадиллаке.

## Трек-лист
| - German maxi CD single (1996) 1. "I Want You Back" (Radio Version) – 3:22 2. "I Want You Back" (Long Version) – 4:23 3. "I Want You Back" (Club Version) – 5:24 4. "I Want You Back" (Progressive Dub Mix) – 5:26 - US cassette single (1996) 1. "I Want You Back" (Radio Version) – 3:20 2. "Giddy Up" – 4:07 | - UK & European maxi CD single (1997) 1. "I Want You Back" (Radio Version) – 3:22 2. "Tearin' Up My Heart" (Radio Version) – 3:26 3. "You Got It" – 3:34 4. "I Want You Back" (Club Version) – 5:24 - UK & European maxi single CD1 (1998) 1. "I Want You Back" (Radio Version) – 3:22 2. "I Just Wanna Be with You" – 4:02 3. "I Want You Back" (Riprock & Alex G.'s Smooth Vibe Mix) – 4:28 | - UK & European maxi single CD2 (1998) 1. "I Want You Back" (Radio Version) – 3:22 2. "Everything I Own" – 4:10 3. Exclusive interview – 5:06 - US maxi CD single (1998) 1. "I Want You Back" (Hot Tracks Extended Version) – 5:23 2. "I Want You Back" (Riprock's Elevation Mix) – 5:28 3. "I Want You Back" (Florian's Transcontinent Club Mix) – 5:45 4. "I Want You Back" (Riprock & Alex G.'s Smooth Vibe Mix) – 4:27 |

## Чарты
| Чарт (1996–1997)                   | Высшая позиция |
| ---------------------------------- | -------------- |
| Австрия (Ö3 Austria Top 40)        | 11             |
| Europe (European Hot 100)          | 34             |
| Германия (GfK)                     | 10             |
| Нидерланды (Dutch Top 40)          | 1              |
| Шотландия (OCC Scotland)           | 50             |
| Швейцария (Schweizer Hitparade)    | 5              |
| Великобритания (OCC UK Singles)    | 62             |
| Chart (1998–1999)                  | Peak position  |
| Австралия (ARIA)                   | 11             |
| Канада (RPM Top Singles)           | 6              |
| Канада (RPM Dance/Urban)           | 3              |
| Irish Singles Chart                | 22             |
| Новая Зеландия (Recorded Music NZ) | 5              |
| Scotland (Official Charts Company) | 6              |
| Швеция (Sverigetopplistan)         | 14             |
| Великобритания (OCC UK Singles)    | 5              |
| США (Billboard Hot 100)            | 13             |
| США (Billboard Pop Airplay)        | 7              |
| США (Billboard Rhythmic)           | 25             |

| Чарт (1998)              | Позиция |
| ------------------------ | ------- |
| Canada Top Singles (RPM) | 8       |
| US Billboard Hot 100     | 37      |

## Сертификации
| Регион | Сертификация | Продажи  |
| --- | ------------ | -------- |
| Австралия (ARIA) | Золотой      | 35 000^  |
| Германия (BVMI) | Золотой      | 250 000^ |
| Великобритания (BPI) | Серебряный   | 200 000  |
| США (RIAA) | Золотой      | 600,000  |
| ^ Данные о тиражах приведены только на основе сертификации. · Данные о продажах + прослушиваниях приведены только на основе сертификации. |              |          |